# Saint-Germain-l’Herm
Saint-Germain-l’Herm ist eine französische Gemeinde mit 488 Einwohnern (Stand: 1. Januar 2022) im Département Puy-de-Dôme in der Region Auvergne-Rhône-Alpes (vor 2016: Auvergne). Sie gehört zum Arrondissement Ambert und zum Kanton Les Monts du Livradois (bis 2015: Kanton Saint-Germain-l’Herm).

## Geographie
Saint-Germain-l’Herm liegt etwa 61 Kilometer südöstlich von Clermont-Ferrand im Regionalen Naturpark Livradois-Forez am Oberlauf des Flusses Doulon. Nachbargemeinden von Saint-Germain-l’Herm sind Aix-la-Fayette im Norden, Fournols im Norden und Nordosten, Chambon-sur-Dolore im Nordosten, Saint-Bonnet-le-Chastel im Osten, Saint-Bonnet-le-Bourg im Osten und Südosten, Fayet-Ronaye im Süden, Peslières im Südwesten, Sainte-Catherine im Westen und Südwesten, Le Vernet-Chaméane mit Vernet-la-Varenne im Westen sowie Saint-Genès-la-Tourette im Nordwesten.

## Bevölkerungsentwicklung
| Jahr                       | 1962 | 1968 | 1975 | 1982 | 1990 | 1999 | 2006 | 2013 |
| Einwohner                  | 912  | 907  | 741  | 651  | 533  | 515  | 530  | 484  |
| Quellen: Cassini und INSEE |      |      |      |      |      |      |      |      |

## Sehenswürdigkeiten
- Kirche Saint-Germain aus dem 11. Jahrhundert, Umbauten aus dem 15. Jahrhundert, Monument historique seit 1955
- Schloss Montboissier

## Weblinks

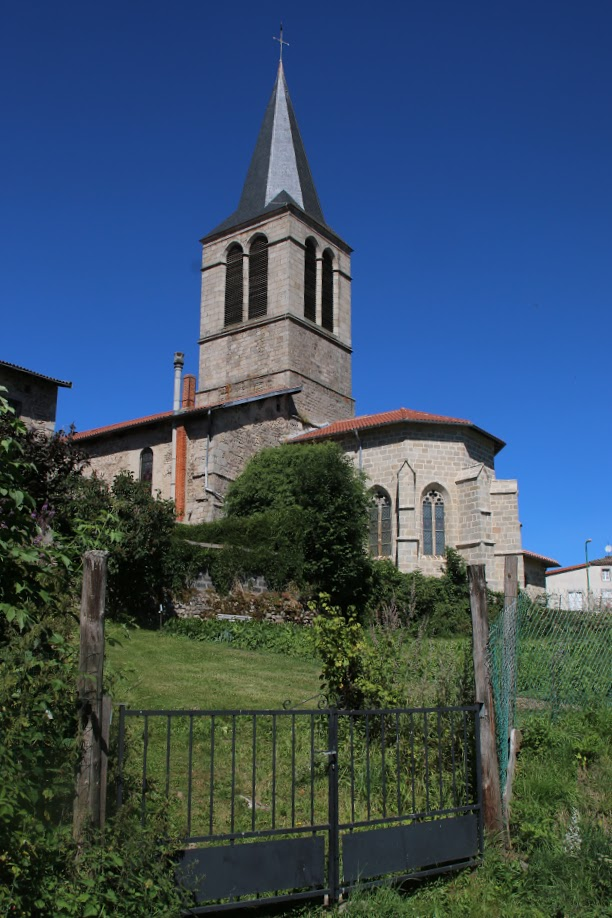
Kirche Saint-Germain